# سانت هيلين دو لاك
سانت هيلين دو لاك ( 
تنطق بالفرنسية: [sɛ̃t elɛn dy lak]
```
، حرفياً 
Sainte-Hélène of the Lake
 ) هي 
بلدية
 في 
مقاطعة
 
سافوا
 في منطقة 
أوفيرن-رون
 
ألب
 في جنوب شرق 
فرنسا
 .
```